# Erik Olin Wright
Erik Olin Wright, född 9 februari 1947 i Berkeley i Kalifornien, död 23 januari 2019 i Milwaukee i Wisconsin, var en amerikansk sociolog. Han räknas som en av de ledande analytiska marxisterna inom sociologin, som är teoretiskt och metodologiskt inriktad på individers handlande.
Erik Olin Wright bedrev främst studier kring samhällsklasserna, där han sökte finna en uppdaterad version av Karl Marxs uppfattning om klassbegreppet, och arbetade främst problematiken kring medelklassen. Han var medlem av Septembergruppen.